# Juha Luhtanen
Juha Jaako Luhtanen (* 12. Dezember 1969 in Lahti) ist ein ehemaliger finnischer Basketballspieler.

## Leben
Luhtanen stammt aus Lahti, als Jugendlicher verbrachte er Mitte der 1980er Jahre ein Jahr an der Elk Grove High School in den Vereinigten Staaten. Der 1,93 Meter große Spieler war 1989/90 Mitglied der Erstligamannschaft Pantterit. Luhtanen verließ sein Heimatland erneut im Herbst 1990 und studierte fortan an der University of Mississippi in den Vereinigten Staaten. Bis 1993 bestritt er 77 Spiele für die Hochschulmannschaft, seine besten statistischen Werte erreichte er im Laufe der Saison 1992/93 mit 6,4 Punkten und 1,9 Rebounds im Schnitt.
Im Anschluss an seine Rückkehr nach Finnland spielte Luhtanen bei Lahden NMKY in seiner Heimatstadt, erzielte dort in der Saison 93/94 19,7 Punkte im Schnitt und stand anschließend von 1994 bis 1996 in Diensten von Tapiolan Honka. Auch dort war der als guter Dreierschütze bekannte Luhtanen ein Leistungsträger. Zur Saison 1996/97 wechselte er zum TuS Herten in die deutsche Basketball-Bundesliga, für den er im Durchschnitt 15,0 Punkte je Begegnung erzielte. In der Sommerpause 1997 veränderte er sich innerhalb der Bundesliga und schloss sich dem MTV Gießen an. Er bestritt 26 Bundesligaspiele für die Mittelhessen (8,6 Punkte/Spiel).
Nach zwei Bundesliga-Jahren ging Luhtanen 1998 in sein Heimatland zurück, er spielte noch bis 2002 für den Erstligisten Lahden NMKY. Luhtanen war finnischer Nationalspieler (111 A-Länderspiele), er nahm an der Europameisterschaft 1995 teil und erzielte im Turnierverlauf 4,8 Punkte je Begegnung.
Beruflich wurde er in der Leitung des sich im Besitz der Familie Luhtanen befindlichen Bekleidungsunternehmens Luhta tätig.